# 乔治敦 (俄亥俄州)
乔治敦（Georgetown）是美国俄亥俄州布朗县的一个村，是布朗县的县城。2010年人口普查时人口为4331人。乔治敦是尤利西斯·格兰特的童年故乡。

## 历史
乔治敦在1819年被规划。村庄的名字来自肯塔基州的乔治敦。 一个叫乔治敦的邮局自1821年开始运作。